# Pfarrhaus (Aufkirchen, Berg)

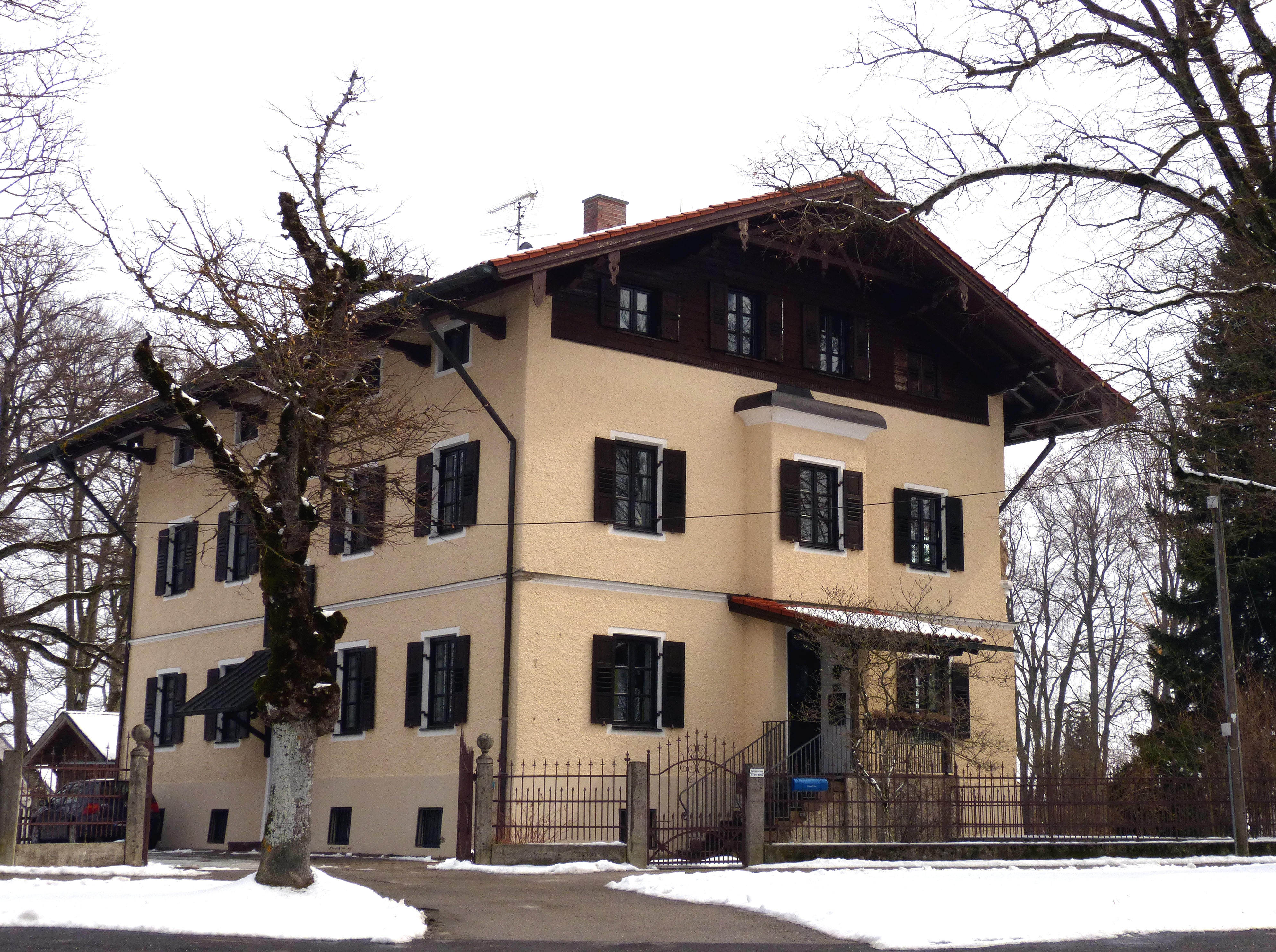
Pfarrhaus in Aufkirchen

Das katholische Pfarrhaus in Aufkirchen, einem Gemeindeteil von Berg im oberbayerischen Landkreis Starnberg, wurde 1899/1900 errichtet. Das Pfarrhaus an der Lindenallee 2 ist ein geschütztes Baudenkmal.
Der zweieinhalbgeschossige Bau mit Flachsatteldach mit weitem Dachüberstand besitzt drei zu vier Fensterachsen. Die Flacherker an den Giebelseiten betonen ebenfalls den Landhausstil.